# Albertus Perk (1795-1880)
Albertus Perk (Hilversum, 15 april 1795 - Hilversum, 7 december 1880) was een Nederlands notaris, wethouder van Hilversum, lid van de Provinciale Staten van Noord-Holland en secretaris van Stad en Lande van Gooiland, de organisatie van de "erfgooiers".

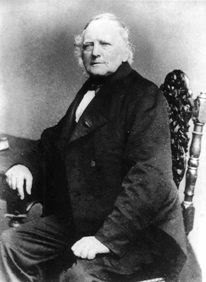
Albertus Perk te Hilversum

## Biografie
Op 21-jarige leeftijd werd Perk gemeentesecretaris en ontvanger van Hilversum. Vier jaar later werd hij beëdigd tot notaris, een functie die ook door zijn vader en later ook door zijn zoon Albertus Perk (1829-1913) werd bekleed.
Op 11 oktober 1851 werd Perk wederom benoemd tot gemeentesecretaris, deze functie moest hij echter neerleggen omdat de functie onder de nieuwe Gemeentewet  niet verenigbaar was met zijn functie als notaris. Hij wilde graag notaris blijven en legde daarom zijn gemeentelijke functies neer. In 1853 werd Perk benoemd tot raadslid en in 1854 werd hij uiteindelijk verkozen tot wethouder van Hilversum wat hij bleef tot zijn dood in 1880. In 1871 legde hij na 51 jaar uiteindelijk zijn functie als notaris neer.
Als secretaris van "Stad en Lande" was Perk in 1843 betrokken bij de verdeling van de erfgooiersgronden tussen Domeinen en "Stad en Lande".
Perk was erg geïnteresseerd in de geschiedenis van 't Gooi en de rechten van de erfgooiers en heeft deze dan ook uitvoerig beschreven. Een belangrijke bron van Gooise geschiedschrijving kreeg hij in handen toen hij in 1852 het recht op de Gooise koptienden kocht van Hendrik Hoeufft van Velsen. De Gooise koptiende was een in 968 ingestelde belastingheffing die na de Grondwetswijziging van 1848 niet meer mocht worden geïnd.
Perk woonde in Hilversum aan de 's-Gravelandseweg (nr. 27, het 'Huis met de kettingen', gesloopt 1937), op de hoek van de straat die in 1883 naar hem werd vernoemd, de Albertus Perkstraat. Sinds kort is er in deze straat ook een Albertus Perksteeg te vinden.
Toen de gemeente Hilversum op 4 maart 1955 het Gulden Boek instelde, werd hij als eerste daarin ingeschreven.
Albertus Perk is begraven op Gedenkt te Sterven bij zijn eerste en tweede vrouw. Tevens zijn hier veel van zijn kinderen en andere familieleden begraven.

## Familie
Albertus Perk was de zoon van Jan Perk (1758-1823) en Maria Johanna van der Velde. Op 24 mei 1823 trouwde Perk in Ubbergen met Antonatta Carolina van Putten (1804-1832). Met haar kreeg hij zes kinderen. Zij stierf echter op de leeftijd van 27 jaar, waarna Albertus op 21 november 1832 in Ubbergen trouwde met de zuster van zijn eerste vrouw, Maria Antoinette van Putten. Met haar kreeg hij acht kinderen, van wie een meisje na enkele maanden overleed. Hun jongste dochter overleed net voor haar 16de verjaardag. Hun zoon Cornelis Egbert Perk werd dijkgraaf en burgemeester.

## Trivia
De historische vereniging van Hilversum is vernoemd naar Albertus Perk .
- Biografisch Portaal: 50196201
- Digitale Bibliotheek voor de Nederlandse Letteren: perk008
- International Standard Name Identifier: 0000 0003 9849 467X
- Nederlandse Thesaurus van Auteursnamen: 122358511
- Virtual International Authority File: 317288230
- WorldCat: E39PBJjHcqxFM4XkryPJBc7T73